# Мкртчян, Норик Давидович
Норик Давидович Мкртчян (14 февраля 1999, Ростов-на-Дону, Ростовская область, Россия) — российский и армянский футболист, полузащитник.

## Карьера
В феврале 2021 года пополнил состав клуба «Калуга» из одноимённого города. Проведя в команде 10 матчей в Первенстве ПФЛ по окончании сезона покинул клуб. 17 сентября 2021 года перешёл в чаренцаванский «Ван». В армянской Премьер-Лиге дебютировал 28 сентября 2021 года, выйдя на замену на 68-й минуте выездного матча матча против ереванского «Нораванка» вместо бразильца Луиса Менесеса.